# Mimi Keene

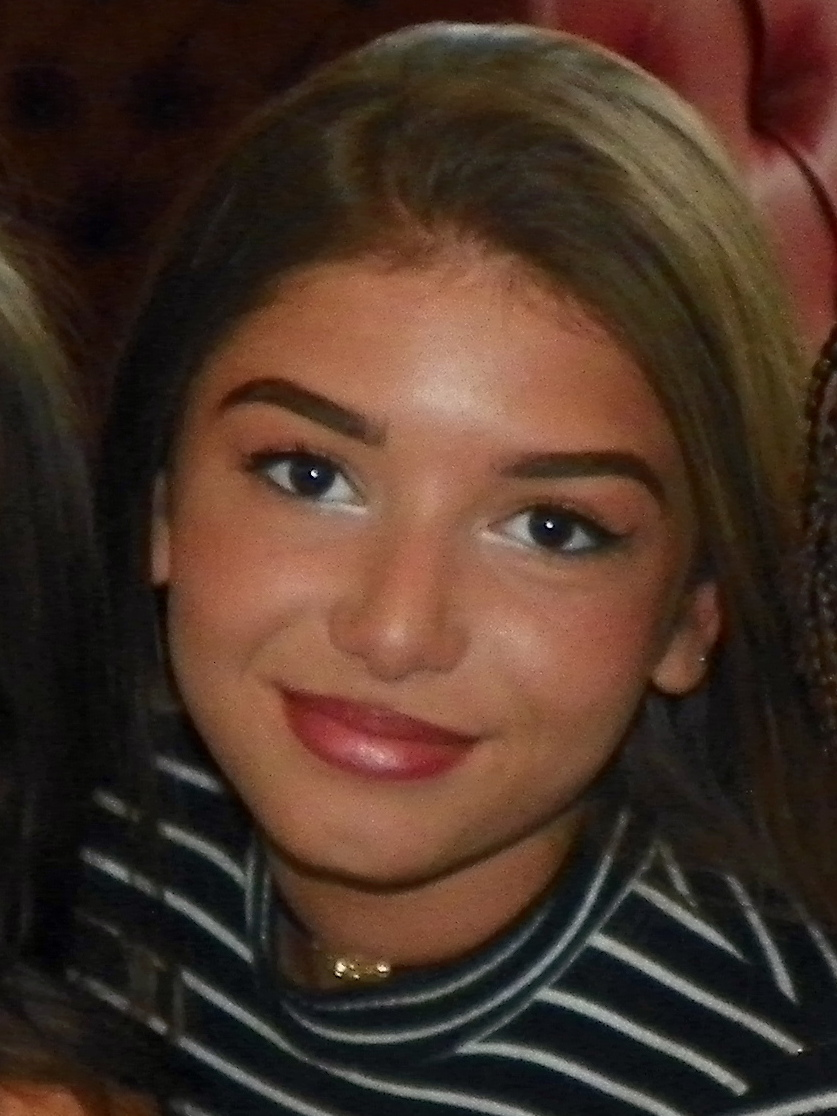
Mimi Keene (2016)

Mimi Keene (* 5. August 1998 in Hertfordshire, England als Mimi Roshan Saeed) ist eine britische Schauspielerin. Sie wurde durch ihre Rollen in der Seifenoper EastEnders sowie der Netflix-Serie Sex Education bekannt.

## Werdegang
Keene studierte von 2009 bis 2014 an der Italia Conti Academy of Theatre Arts in London. Am Royal Court Theatre in London begann sie Ende des Jahres 2010 in der Rolle der Janey im Theaterstück Kin ihre Schauspielkarriere. 2013 folgte ihr Debüt in der von CBBC produzierten Fernsehserie Sadie J.  Von 2013 bis 2015 spielte sie in 122 Folgen die Rolle der Cindy Williams in der britischen Seifenoper EastEnders. Seit Januar 2019 verkörpert sie in der von Netflix produzierten Serie Sex Education die Schülerin Ruby. 2019 spielte Keene im Kinofilm Tolkien die junge Edith Tolkien.

## Filmografie
- 2013: Sadie J (Fernsehserie, Episode 3x06)
- 2013: Eine Frau an der Front (Our Girl, Fernsehfilm im Original)
- 2013–2014: Children in Need (Fernsehserie, zwei Episoden)
- 2013–2015: EastEnders (Fernsehserie, 122 Episoden)
- 2016: Casualty (Fernsehserie, Episode 30x27)
- 2017: The Escape (Kurzfilm)
- 2019: Close – Dem Feind zu nah (Close)
- 2019–2023: Sex Education (Fernsehserie, 24 Episoden)
- 2019: Tolkien
- 2023: After Everything